# Ле Рој (Илиноис)
Ле Рој (енгл. Le Roy) град је у америчкој савезној држави Илиноис. По попису становништва из 2010. у њему је живело 3.560 становника.

## Демографија
Према попису становништва из 2010. у граду је живело 3.560 становника, што је 228 (6,8%) становника више него 2000. године.
| Група             | 2000.         | 2010.         |
| Белци             | 3.281 (98,5%) | 3.432 (96,4%) |
| Афроамериканци    | 2 (0,1%)      | 18 (0,5%)     |
| Азијати           | 3 (0,1%)      | 9 (0,3%)      |
| Хиспаноамериканци | 40 (1,2%)     | 65 (1,8%)     |
| Укупно            | 3.332         | 3.560         |